# San Adolfo
San Adolfo es un centro poblado del departamento de Huila (Colombia), bajo jurisdicción del municipio de Acevedo. 
San Adolfo es la única comunidad en el departamento del Huila reconocida como Sujeto de Reparación Colectiva desde una perspectiva material, política y simbólica.

## División Territorial
Además, del centro poblado San Adolfo. 
Tiene las siguientes veredas bajo su zona de influencia: Berlín, Siberia , La Colonia, El Jardin , La Monus, La Espereza , Guaduales, El Salado , Laureles , Versalles , El Rubí, , La Ilusión, El Porvenir, Aguas Claras, La Cristalina ,   Montañita, El Cardal , Playitas , Esmeralda , Riecitos , Monserrate , Tocora, los Pinos.

## Accesos
San Adolfo tiene fácil acceso al municipio caqueteño de Belén de los Andaquíes, a través de una zona montañosa de la Cordillera Oriental.
Además, es punto de entrada al Parque Nacional Natural Cueva de los Guácharos.

## Historia
En la zona, que dominó el desmovilizado movimiento M-19, también operaron algunos frentes de las extintas Farc.